# Neobatrachus sutor
Neobatrachus sutor là một loài ếch Australian sống ở Tây Australia. Đây là một loài ếch thuộc họ Limnodynastidae. Môi trường sống tự nhiên của nó là thảm cây bụi kiểu Địa Trung Hải, đồng cỏ khô nhiệt đới hoặc cận nhiệt đới vùng đất thấp, đầm nước ngọt có nước theo mùa, sa mạc ôn đới...